# ?What If!
?What If! — международная компания, базирующаяся в Лондоне. Компания имеет три основных направления деятельности: консалтинг, обучение в области инноваций и инвестиции в предприятия.
?What If! была основана в 1992 году Дейвом Аланом и Мэттом Кингдоном, бывшими сотрудниками маркетинга в Unilever. Бизнес открыт 28 сентября 1992 года в небольшом офисе в районе Пимлико центрального Лондона. ?What If! открыла офисы в Манчестер, Нью-Йорке, Шанхае и Сиднее.
Британская деловая газета Файнэншел таймс признала компанию ?What If! «лучшим местом работы в Великобритании» в 2004 и 2005 годах. Клиентами ?What If! стали Unilever, PepsiCo, Cadbury Schweppes, Nestlé, Shell, BT, ABN AMRO, Astra Zeneca, British Airways, Coors Brewers, Sainsbury’s, Boots и McDonald’s.
Соучредители компании Дейв Алан и Мэтт Кингдон написали совместную книгу «Sticky Wisdom: How to Start a Creative Revolution at Work», которая была опубликована в 2000 году.
?What If! создала в 2003 году «Социальный инновационный фонд» для поддержки «проектов, которые могут изменить мир».